# 0verflow
0verflow (オーバーフロー, Ōbāfurō) est une filiale japonaise de jeu vidéo de Stack Software.

## Jeux
Overflow a produit des jeux tels que :
- 26 novembre 1999 : Large PONPON (らーじ・PONPON, Rāji Ponpon?) ;
- 25 août 2000 : PureMail ;
- 27 avril 2001 : 0verflow Pleasure Box (オーバーフローぷれじゃ～ボックス, Ōbāfurō Purejā Bokkusu?) ;
- 28 décembre 2001 : Snow Radish Vacation (Snowラディッシュバケーション, Sunō Radisshu Bakēshon?) ;
- 27 décembre 2002 : Let's go for the little sister! (妹で行こう!, Imōto de Ikō!?) ;
- 13 août 2003 : Summer Radish Vacation!! (Summerラディッシュバケーション, Samā Radisshu Bakēshon!!?) ;
- 27 décembre 2003 : Magical Unity (マジカル☆ユニティー, Majikaru Yunitī?) ;
- 30 avril 2004 : Miss Each Other ;
- 15 octobre 2004 : Lost M ;
- 28 avril 2005 : School Days (スクールデイズ, Sukūru Deizu?)[3] ;
- 27 janvier 2006 : 0verflow Premium Trilogy Box (オーバーフロープレミアムトリロジーボックス, Ōbāfurō Puremiamu Torirojī Bokkusu?) ;
- 23 juin 2006 : Summer Days (サマーデイズ, Samā Deizu?) ;
- 19 mars 2010 : Cross Days (クロスデイズ, Kurosu Deizu?) ;
- 8 octobre 2010 : School Days HQ (スクールデイズ ハイクオリティ, Sukūru Deizu Hai Kuoritī?) ;
- 27 avril 2012 : Shiny Days (シャイニーデイズ, Shainī Deizu?)[4] ;
- 2014 : Island Days (アイランドデイズ, Airando Deizu?) ;
- 2016 : Strip Battle Days 2 (ストリップバトルデイズ2, Sutorippu Buhatoru Deisu 2?).